# David Němeček
David Němeček (* 29. června 1995, Plzeň) je český lední hokejista, obránce. Od roku 2020 je hráčem HC Sparta Praha. V minulosti působil v klubech HC Škoda Plzeň, Sarnia Sting, Saskatoon Blades, TPS Turku, Cedar Rapids RoughRiders, BK Mladá Boleslav a Lukko Rauma. V reprezentaci debutoval v roce 2018. V dubnu 2023, na Euro Hockey Challenge v Ostravě, vstřelil svůj první reprezentační gól, do sítě Slovenska. Zúčastnil se mistrovství světa v roce 2023, na šampionátu dal jeden gól, Češi skončili na osmém místě. Jeho silnou stránkou jsou osobní souboje.